# The Georgia Melodians
The Georgia Melodians waren eine Jazz-Band des New Orleans Jazz der 1920er Jahre.

## Bandgeschichte
The Georgia Melodians waren eine frühe Jazzband der 1920er Jahre. Sie stammten aus Savannah, Georgia; ihre Leiter waren der Kornettist Ernie Intelhouse und der Klarinettist und Tenorsaxophonist Clarence Hutchins, der zuvor bei Jean Goldkette gespielt hatte. Nachdem sie zunächst nur in ihrer Heimatregion gespielt hatten, tourten sie entlang der Ostküste der Vereinigten Staaten, bis sie im Februar 1924 nach New York City kamen. Ab April entstanden dort Schallplattenaufnahmen für das Edison-Label; ihre erste Nummer (4/22/1924) war der „Wop Blues“.
Nach einigen Personalwechseln spielte die Band im Cinderella Ballrom an der Ecke 48th Street und Broadway. Um diese Zeit nahmen sie weiteres Material auf; es entstanden 26 Seiten, die auf Edison Diamond Discs (78er Schellackplatten in Tiefenschrift) erschienen sind; ihre Erfolgsnummern waren Titel wie „Everybody Loves My Baby“ oder „Spanish Shawl“. Im Oktober 1924 wirkte auch Red Nichols bei Aufnahmen mit („I'm Bound for Tennessee“ /„I'm Satisfied“). Obwohl sich die Band Ende 1924 offiziell auflöste, nachdem sie ihre regulären Auftritte im Strand Roof beendet hatte, entstanden noch bis 1926 weitere Aufnahmen. Ihren letzten Auftritt hatte die Formation am New Year Eve Ball im Hotel Alamac.

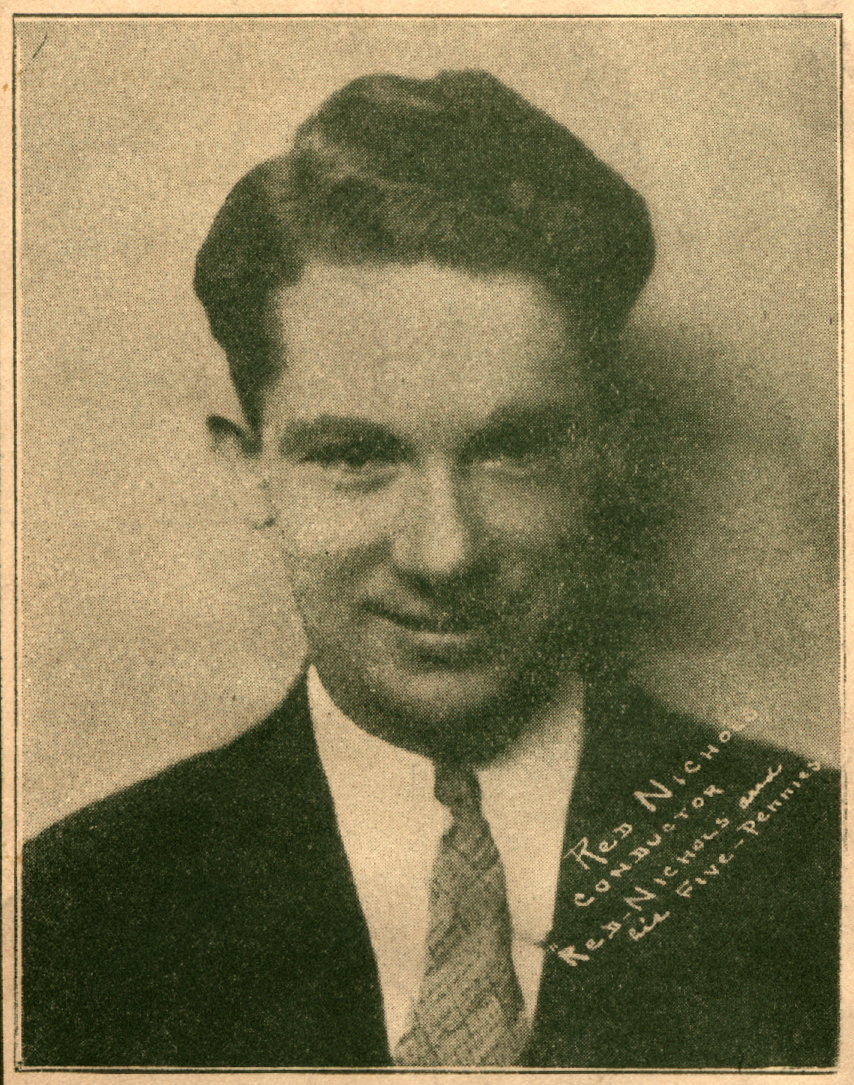
Red Nichols (1905–1965). Mitglied der Georgia Melodians im Oktober 1925

Für die Autoren Richard Cook und Brian Morton sind die Georgia Melodians frühe Vertreter der Territory Bands, obwohl sie ihre Erfolge in New York feierten. Sie betrachten die Musik der Formation als hot dance music mit einem begrenzten Umfang an Soli, obwohl Thomas Alva Edisons technische Lösungen damals eine längere Spielzeit der Platten ermöglichte.

## Diskographische Hinweise
- Georgia Melodians 1924–1926 (Timeless Historical)
- The Georgia Melodians, Vol. 1 (Retrieval Records LP, ersch. 1974)